# 张定宇 (1957年)
张定宇（1957年5月—），男，汉族，四川资阳人，中华人民共和国政治人物，曾任重庆市人大常委会副主任、党组成员，重庆市国土资源和房屋管理局局长、党组书记。